# 里夫內車站

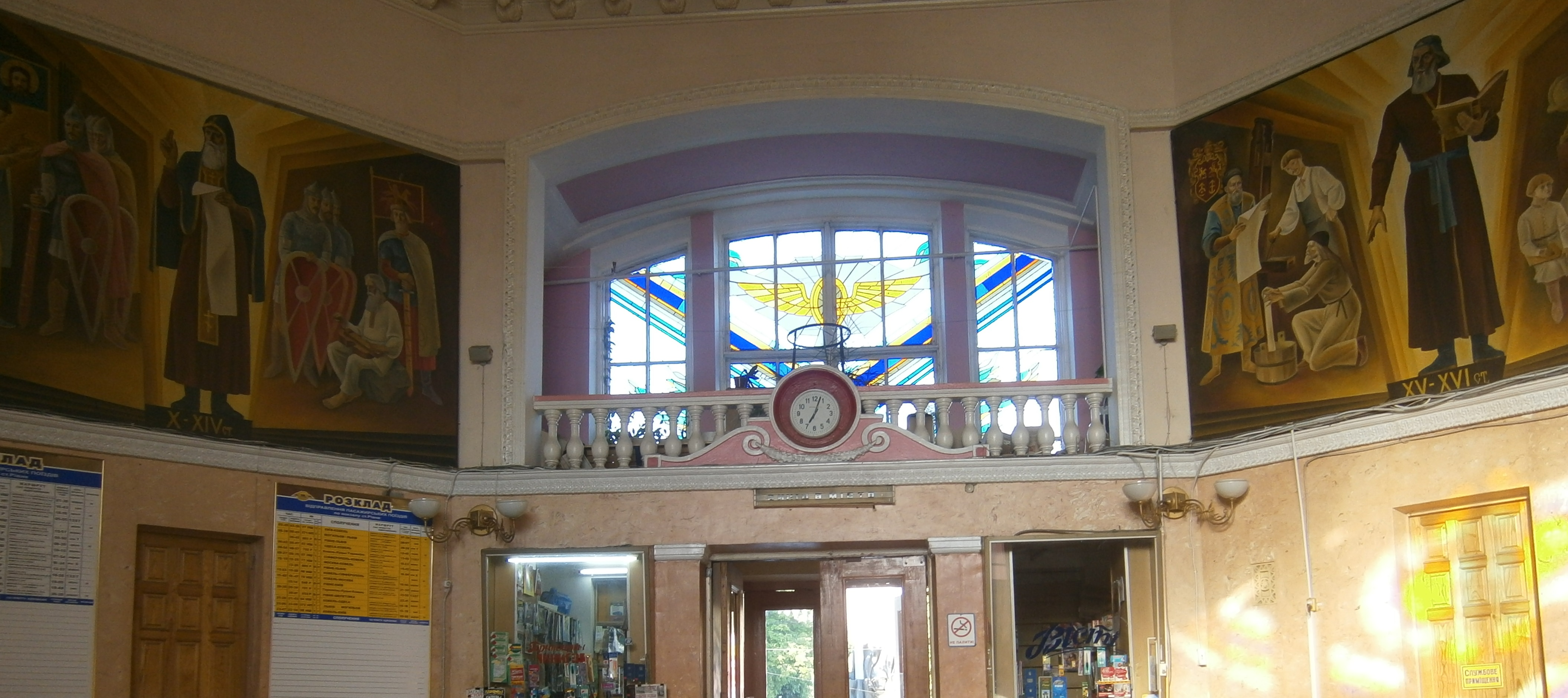
車站大廳

里夫內（羅馬化：Rivne）是烏克蘭西北部城市里夫內的主要鐵路車站，位於茲多烏布努夫-科維爾鐵路與里夫內-薩尼鐵路上，啟用於1873年。在第二次世界大戰中，舊車站大樓被毀，現今的車站建築是戰後重建。